# Горизонт (компанія)
ВАТ «ККХ „Горизонт“» (біл. ААТ «ККХ «Гарызонт») — білоруське підприємство, розташоване в Мінську, зайняте в галузі виробництва споживчої електроніки та побутової техніки. Засноване в 1951 році.
Повна назва — ВАТ «Керуюча компанія холдингу „Горизонт“» (біл. ААТ «Кіравальная кампанія холдынгу „Гарызонт“»).

## Історія
У 1940 році в Мінську розпочав роботу «Мінський радіозавод».
Під час Другої світової війни радіозавод був зруйнований, однак після звільнення Мінська розпочалося його відновлення. З 1947 року розпочато виробництво радіоприймача «Маршал», під назвою «Мінськ». На базі радіоприймача «Мінськ» з 1950 року випускалася радіола «Мінськ Р-7». У 1950-х роках розширювалася номенклатура радіотехнічної продукції: «Мінськ-55», «Мінськ-58», «Білорусь-57». У 1957 році радіозавод перейменовано на «Мінський радіозавод імені Леніна».
У 1960-х роках стали набирати популярність транзиторні радіоприймачі. На Ризькому радіозаводі «ВЕФ» розпочалося виробництво транзиторною приймачів сімейства Спідола. Перший такий приймач був випущений в 1960 році. Масовий випуск розпочався з 1962 року. Одна з цих моделей «ВЕФ Транзистор-17», була в 1968 році передана на Мінський радіозавод, і на базі цієї моделі розпочато випуск сімейства приймачів «Океан».
10 березня 1972 року о 19:30 за місцевим часом у приміщенні новозбудованого футлярного цеху стався вибух дрібнодисперсного пилу, жертвами якого стали більше 100 людей а поранення отримали більше 300.
У 2007 році створено спільне підприємство з китайською компанією «Midea Group» з виробництва побутової техніки.
У 2010 році підприємство реорганізовано в холдинг «Горизонт», що включає 4 бізнес-напрямки і десять самостійних компаній, що входять до складу холдингу.
З травня 2023 року перебуває під санкціями України, з грудня того ж року — також під санкціями США. 24 лютого 2024 року до санкцій проти підприємства приєдналася Австралія.

## Додатково
Протягом 1959—1961 років на підприємстві токарем працював Лі Гарві Освальд — вбивця Джона Кеннеді, 35-го президента США. У цей же час на підприємстві разом із Освальдом працював майбутній голова Верховної Ради Білорусі Станіслав Шушкевич